# Kwas behenowy
Kwas behenowy, kwas dokozanowy, C
21H
43COOH – organiczny związek chemiczny z grupy nasyconych kwasów tłuszczowych. Występuje w orzeszkach ziemnych.